# لوف برقاوي
لوف برقاوي (الاسم العلمي:Arum cyrenaicum) هو نوع من النباتات يتبع جنس اللوف من الفصيلة اللوفية.